# Evi
Evi (ook wel Evy en Evie) is een Nederlandse meisjesnaam die afkomstig is van de Hebreeuwse naam Eva (Hebreeuws:חוה) met als betekenis "de leven gevende".

## Bekende naamdraagsters
- Evi Hanssen, een Belgische actrice en zangeres.
- Evi Goffin, een Belgische zangeres bij 2Fabiola en Lasgo
- Evi Sachenbacher-Stehle, een Duitse langlaufster
- Evi Neijssen, een Nederlandse turnster
- Evi Van Acker, een Belgische zeilster
- Evi Allemann, een Zwitserse politica
- Evi Mittermaier (1953), een Duitse skiester
- Evi Seibert (1961), een Duitse radiopresentatrice
- Evi Strehl (1958), een Duitse heimatpflegerin uit Beieren
- Evie Greene roepnaam van Edith Elizabeth Greene (1875-1917), een Engelse artieste
- Evie Hone (1894–1955), een Ierse kunstenares
- Evie Tornquist-Karlsson (1956), een Amerikaanse zanger bekend als "Evie"
- Evy Berggren (1934-2018), een Zweedse turnster
- Evy Palm (1942), een Zweedse langeafstandsloopster
- Evy Elise Kasseth Røsten (1978), een Noorse actrice
- Ewy Rosqvist-von Korff, een Zweedse rallyrijdster

## Fictieve naamdraagsters
- Evi Cauberghs, personage uit Spoed